# Willem Frederik Reinier Suringar
Willem Frederik Reinier Suringar (28 décembre 1832 – 12 juillet 1898) est un botaniste néerlandais.

## Biographie
Willem Frederik Reinier Suringar est né le 28 décembre 1832 à Leeuwarden au royaume uni des Pays-Bas. Après des études de médecine à l'université de Leyde où il se passionne pour la botanique, il obtient son doctorat en 1857. La même année, en raison du départ du directeur Willem Hendrik de Vriese pour les Indes néerlandaises, il est nommé directeur par interim du Hortus Botanicus Leiden. À son retour en 1861, de Vriese se trouve très affaibli et meurt l'année suivante et Suringar est nommé directeur de l'Hortus. À la mort de Friedrich Anton Wilhelm Miquel en 1871, Suringar est également nommé directeur de l'Herbier national.
Il meurt à Leyde le 12 juillet 1898.